# Нидерланды на зимних Олимпийских играх 1960
Нидерланды принимали участие в Зимних Олимпийских играх 1960 года в Скво-Велли (США) в шестой раз за свою историю, и завоевали одну серебряную и одну бронзовую медали.

## Серебро
- Фигурное катание, женщины — Шаукье Дейкстра.

## Бронза
- Конькобежный спорт, мужчины — Ян Песман.

## Конькобежный спорт
Мужчины
| Соревнование | Спортсмены         | Забег   | Забег |
| Соревнование | Спортсмены         | Время   | Место |
| ------------ | ------------------ | ------- | ----- |
| 500 м        | Вим де Грааф       | 42.9    | 28    |
| 500 м        | Хенк ван дер Грифт | 41.2    | 10    |
| 500 м        | Ян Песман          | 43.4    | 33    |
| 1500 м       | Вим де Грааф       | 2:16.5  | 15    |
| 1500 м       | Хенк ван дер Грифт | DNF     | –     |
| 5000 м       | Йен ван ден Берг   | 8:22.4  | 19    |
| 5000 м       | Кес Брукман        | 8:22.9  | 20    |
| 5000 м       | Ян Песман          | 8:05.1  | 3     |
| 10,000 м     | Йен ван ден Берг   | 17:23.5 | 22    |
| 10,000 м     | Кес Брукман        | 16:59.9 | 16    |
| 10,000 м     | Ян Песман          | 16:41.0 | 12    |